# Marie Dorinová Habertová
Marie Dorinová Habertová, nepřechýleně Marie Dorin Habert (* 19. června 1986 Lyon), je bývalá francouzská biatlonistka, čtyřnásobná olympijská medailistka a pětinásobná mistryně světa. Na Zimních olympijských hrách 2010 ve Vancouveru získala stříbrnou a bronzovou medaili. O osm let později získala zlatou medaili se smíšené štafety a bronzovou ze štafety na Zimních olympijských hrách 2018 v Pchjongčchangu.
Na Mistrovství světa v biatlonu 2015 ve finském Kontiolahti nejprve vybojovala se smíšenou štafetou stříbrné medaile. Následně získala zlatou medaili ve sprintu, první její individuální z velké akce. Ve stíhacím závodě pak pozici na startu obhájila a získala tak druhé zlato z mistrovství. Později ještě přidala stříbrnou medaili z ženské štafety. Na Mistrovství světa v biatlonu 2016 v norském Oslu zvítězila s francouzským týmem v úvodní disciplíně – smíšené štafetě, ve sprintu skončila na stříbrné pozici a v následném stíhacím závodě brala bronz. Další medaili přidala ve vytrvalostním závodě, kde i po jedné chybě na střelnici zvítězila. S ženskou štafetou následně obhájila druhé místo z předešlého šampionátu. V závěrečné disciplíně závodu s hromadným startem pak po bezchybné střelbě vybojovala zlatou medaili a s celkovým počtem 6 medailí se stala biatlonistou, který získal na šampionátu nejvíce medailí. Na šampionátu v rakouském Hochfilzenu v roce 2017 získala stříbrnou medaili se smíšenou štafetou a bronzovou se štafetou žen.
Studuje prostřednictvím distančního vzdělávání na vysoké škole v Marseille, obor biologie.
V závodech světového poháru se umístila třináctkrát na prvním místě, z toho šestkrát ve štafetě. Celkově v těchto závodech stanula 60× na stupních vítězů. V roce 2018 oznámila, že ukončuje svoji reprezentační kariéru.

## Výsledky

### Olympijské hry a mistrovství světa
| Sezóna  | D   | Místo                | SP  | SZ  | HZ  | IZ  | ŠT  | SŠT | Věk    |
| ------- | --- | -------------------- | --- | --- | --- | --- | --- | --- | ------ |
| 2008/09 | MS  | Pchjongčchang        | 42. | 18. | –   | 33. | 3.  | –   | 22 let |
| 2009/10 | ZOH | Vancouver            | 3.  | 17. | 16. | 51. | 2.  | –   | 23 let |
| 2010/11 | MS  | Chanty-Mansijsk      | 8.  | 15. | 8.  | 6.  | 2.  | 3.  | 24 let |
| 2011/12 | MS  | Ruhpolding           | 9.  | 9.  | 6.  | 4.  | 2.  | 11. | 25 let |
| 2012/13 | MS  | Nové Město na Moravě | 18. | 16. | 9.  | 9.  | 6.  | 2.  | 26 let |
| 2013/14 | ZOH | Soči                 | 20. | 13. | –   | 38. | DNF | 5.  | 27 let |
| 2014/15 | MS  | Kontiolahti          | 1.  | 1.  | 8.  | –   | 2.  | 2.  | 28 let |
| 2015/16 | MS  | Oslo                 | 2.  | 3.  | 1.  | 1.  | 2.  | 1.  | 29 let |
| 2016/17 | MS  | Hochfilzen           | 7.  | 6.  | 7.  | 40. | 3.  | 2.  | 30 let |
| 2017/18 | ZOH | Pchjongčchang        | 4.  | 27. | 9.  | –   | 3.  | 1.  | 31 let |

Poznámka: Výsledky z mistrovství světa se započítávají do celkového hodnocení světového poháru, výsledky z olympijských her se dříve započítávaly, od olympijských her v Soči 2014 se nezapočítávají.

### Juniorská mistrovství
| Sezóna  | D   | Místo           | SP  | SZ  | IZ  | ŠT | Věk    |
| ------- | --- | --------------- | --- | --- | --- | -- | ------ |
| 2003/04 | MSJ | Haute-Maurienne | 14. | 6.  | 7.  | 1. | 17 let |
| 2004/05 | MSJ | Kontiolahti     | 18. | 16. | 3.  | 1. | 18 let |
| 2005/06 | MSJ | Presque Isle    | 19. | 19. | 19. | 2. | 19 let |
| 2006/07 | MSJ | Martell         | 9.  | 10. | 22. | –  | 20 let |

#### Celkové hodnocení Světového poháru
- Světový pohár v biatlonu 2008/2009 – 28. místo
- Světový pohár v biatlonu 2009/2010 – 17. místo
- Světový pohár v biatlonu 2010/2011 – 7. místo
- Světový pohár v biatlonu 2011/2012 – 9. místo
- Světový pohár v biatlonu 2012/2013 – 4. místo
- Světový pohár v biatlonu 2013/2014 – 35. místo
- Světový pohár v biatlonu 2014/2015 – 15. místo
- Světový pohár v biatlonu 2015/2016 – 2. místo
- Světový pohár v biatlonu 2016/2017 – 4. místo
- Světový pohár v biatlonu 2017/2018 – 26. místo

## Vítězství v závodech světového poháru, na mistrovství světa a olympijských hrách

### Individuální
| Č.                           | sezóna    | datum             | místo                    | disciplína                |
| ---------------------------- | --------- | ----------------- | ------------------------ | ------------------------- |
| 1.                           | 2014/2015 | 7. března 2015    | Kontiolahti, Finsko (MS) | sprint                    |
| 2.                           | 2014/2015 | 8. března 2015    | Kontiolahti, Finsko (MS) | stíhací závod             |
| 3.                           | 2015/2016 | 18. prosince 2015 | Pokljuka, Slovinsko      | sprint                    |
| 4.                           | 2015/2016 | 9. března 2016    | Oslo, Norsko (MS)        | vytrvalostní závod        |
| 5.                           | 2015/2016 | 13. března 2016   | Oslo, Norsko (MS)        | závod s hromadným startem |
| 6.                           | 2016/2017 | 3. prosince 2016  | Östersund, Švédsko       | sprint                    |
| 7.                           | 2016/2017 | 7. ledna 2017     | Oberhof, Německo         | stíhací závod             |
| – závod na mistrovství světa |           |                   |                          |                           |

### Kolektivní
| Č.                                                         | sezóna    | datum              | místo                            | disciplína           |
| ---------------------------------------------------------- | --------- | ------------------ | -------------------------------- | -------------------- |
| 1.                                                         | 2011/2012 | 21. ledna 2012     | Anterselva, Itálie               | štafeta              |
| 2.                                                         | 2015/2016 | 24. ledna 2016     | Anterselva, Itálie               | štafeta              |
| 3.                                                         | 2015/2016 | 7. února 2016      | Canmore, Kanada                  | smíšený závod dvojic |
| 4.                                                         | 2015/2016 | 3. března 2016     | Oslo, Norsko (MS)                | smíšená štafeta      |
| 5.                                                         | 2016/2017 | 27. listopadu 2016 | Östersund, Švédsko               | smíšený závod dvojic |
| 6.                                                         | 2016/2017 | 12. března 2017    | Kontiolahti, Finsko              | smíšená štafeta      |
| OH                                                         | 2017/2018 | 20. února 2018     | Pchjongčchang, Jižní Korea (ZOH) | smíšená štafeta      |
| 7.                                                         | 2017/2018 | 17. března 2018    | Holmenkollen, Norsko             | štafeta              |
| – závod na mistrovství světa – závod na olympijských hrách |           |                    |                                  |                      |